# 河滨站 (MBTA)
河滨站（英語：Riverside station）是马萨诸塞州波士顿马萨诸塞湾交通局轻轨D支线终点站。车站位于牛顿市奥本代尔镇，95号州际公路22出口下道口。列车时刻表中，从此终点站开往公园街站预计用时46分钟。河滨站的停車場拥有925个停车位，21个残疾人车位，车站为无障碍车站。
波士顿科学博物馆社区尺寸太阳系模型中的矮行星冥王星比例模型安装在河滨站。

## 历史

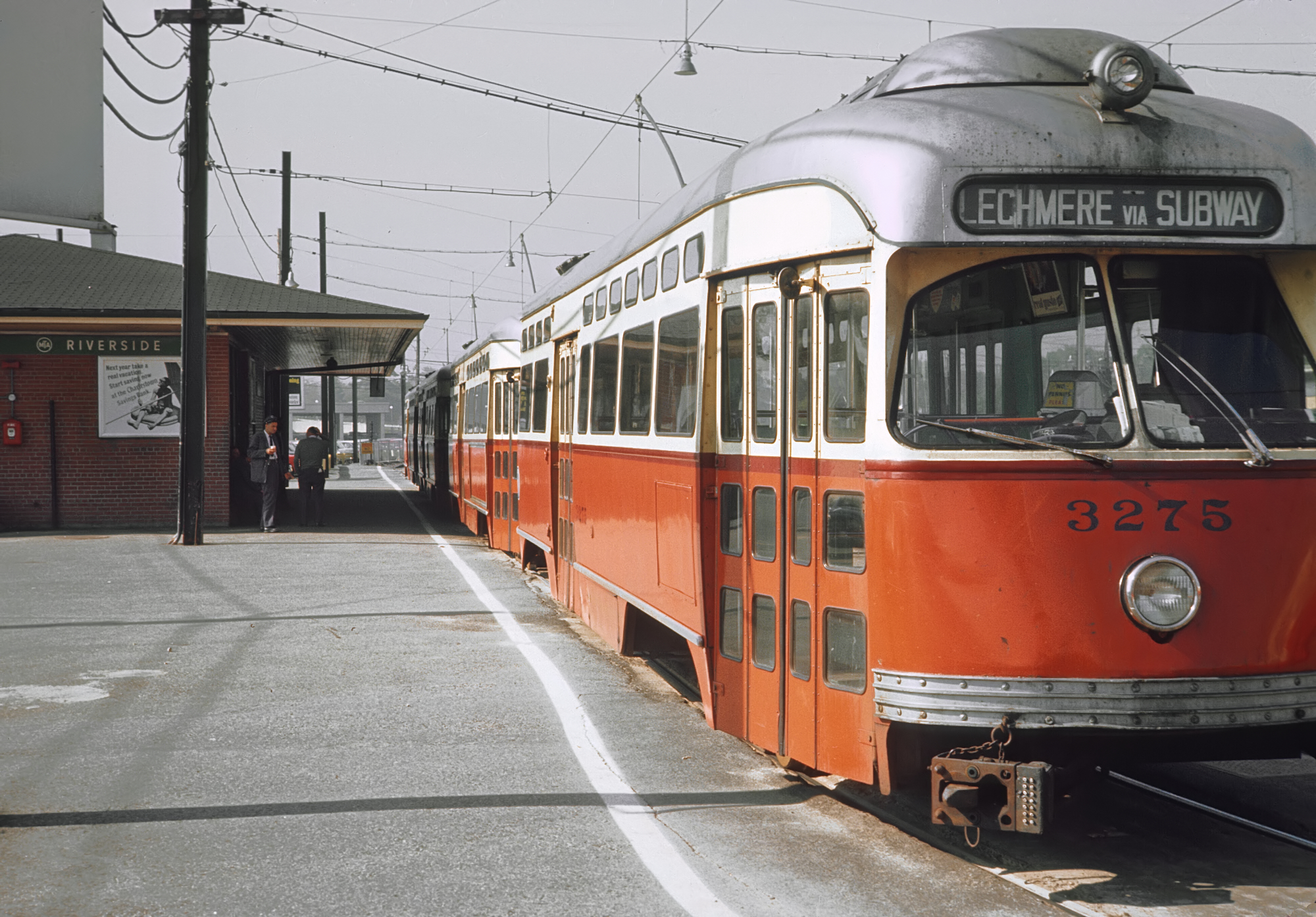
1965年9月，有轨电车停靠在河滨终点站

河滨站新、旧车站站台及驻车场地图

河滨站位于高地支线和紐約中央鐵路波士顿及奥尔巴尼铁路干线交汇处，两条铁路线列车均在此停靠。1959年7月4日，大都会运输管理局在此建造了全新的车站，车站主体为砖砌建筑，同时设有大型停车场。车站作为新的有轨电车线路车站使用。1995年，交通局在车站车辆厂北面建造了新的车站站台，旧的车站被用作公交车站台。新的车站站台比轨道略高，方便轮椅登陆有轨电车。
绿线所有地面车站中，只有莱希米尔站和河滨站有预付费封闭区域。1995年新站台建成时只在早高峰时开启，2006年引入查理卡之后，车站改为全天候预付费封闭区域。乘客提前检票进入候车区域，登车时可以使用所有车门，加快登车速度。
即便到现在，轻轨铁路与干线铁路之间依旧相连。新的轻轨列车通过铁路运送到河滨站，再转移至轻轨线上。1996年10月20日，泥泞河发生严重洪涝灾害，洪水从河岸倒灌至绿线西部隧道入口，一直淹到博伊尔斯顿站。10月23日至25日之间，临时加开通勤铁路列车往返于车站和波士顿南站。
2009年2月12日，马萨诸塞湾交通局将车站部分用地的85年使用期出租为商用，计划在停车场上建起一座集办公、零售和住宅为一体的多用途综合体。 截至2012年，该项目仍在规划和审查阶段。
2014年，马萨诸塞湾交通局决定将河滨站作为通勤铁路的车站，但是该决议于2015年取消。

## 车站结构

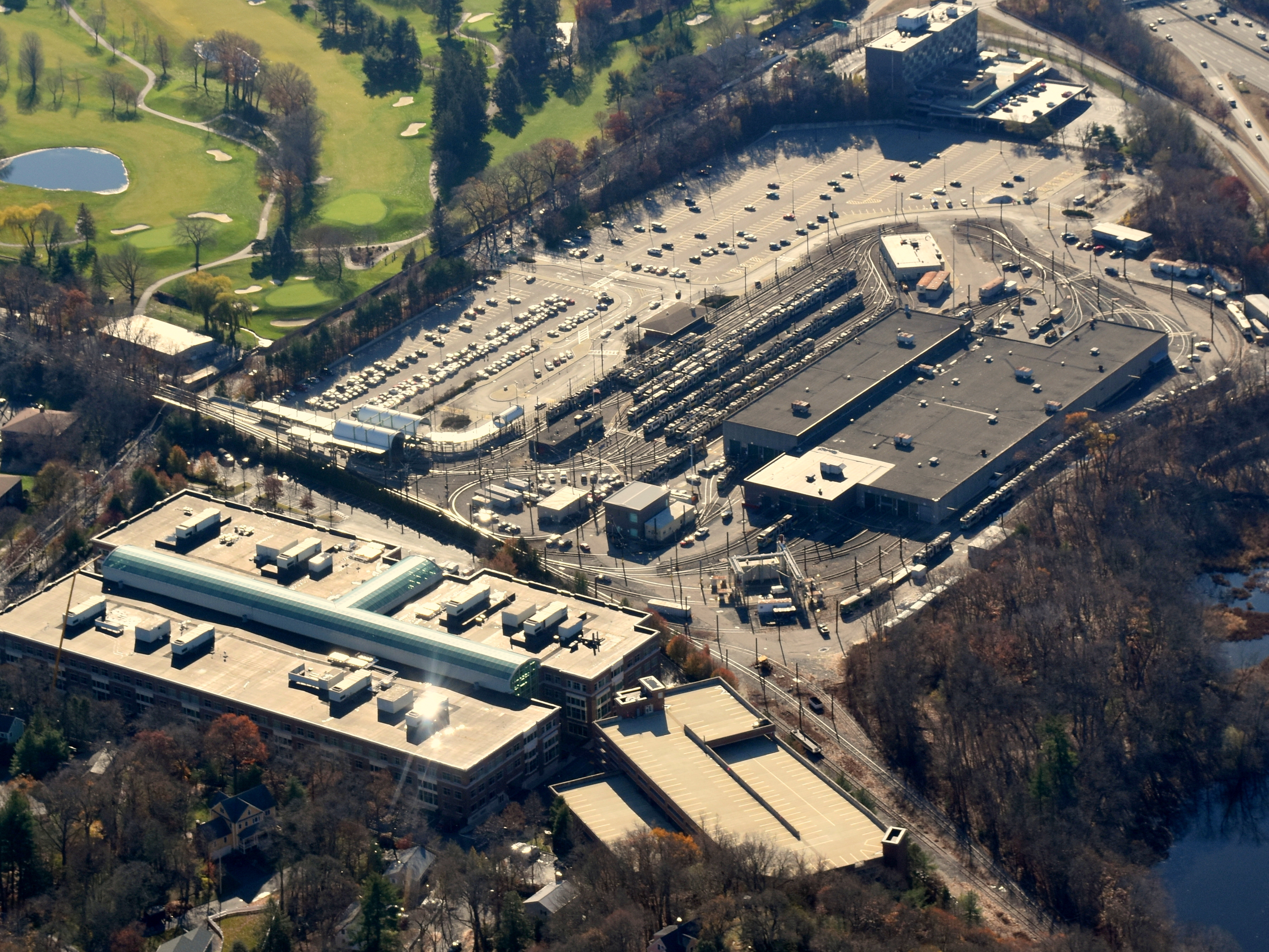
2015年11月河滨终点站的鸟瞰图

| P 站台 | 出城               | 终点轨道            |
| P 站台 | 島式月台，左侧开门 |                     |
| P 站台 | 入城               | 往政府中心 (伍德兰) |
| P 站台 | 側式月台，右侧开门 |                     |
| G      | 地面               | 出入口、停车场      |

## 公交换乘
波士顿公交： 
- 558：河滨站 - 马萨诸塞州收费公路 - 牛顿角站 - 波士顿市中心

包括灰狗巴士、皮得潘巴士、Go Buses和超级巴士在内的城際巴士偶尔会在河滨站停靠。 